# Anthurium eminens
Anthurium eminens är en kallaväxtart som beskrevs av Heinrich Wilhelm Schott. Anthurium eminens ingår i släktet Anthurium och familjen kallaväxter.

## Underarter
Arten delas in i följande underarter:
- A. e. eminens
- A. e. longispadix